# Organisationsverwaltung
Die Organisationsverwaltung ist die Verwaltung der Verwaltung. 
Sie übernimmt Querschnittsaufgaben wie z. B. Personaleinstellung und Fortbildung, Besoldung und Organisationsentwicklung. Dadurch wird die Funktionstätigkeit der Verwaltung gewährleistet. Innerhalb der Behörden gehören dazu die Personalabteilungen, Beschaffung oder Registraturen.
Zur Organisationsverwaltung gehören:
- Dienstleistungsverwaltung
- wirtschaftende Verwaltung
- Ordnungsverwaltung